# Scottish & Newcastle
Scottish & Newcastle était un groupe brassicole britannique, qui produisait également des softdrinks, des sodas et de l'eau minérale. Ce groupe possédait principalement des brasseries en Europe, en Asie et aux États-Unis. Il a été racheté pour 10,3 milliards d'euros en janvier 2008 par Carlsberg et Heineken, qui ont démantelé le groupe.

## Historique

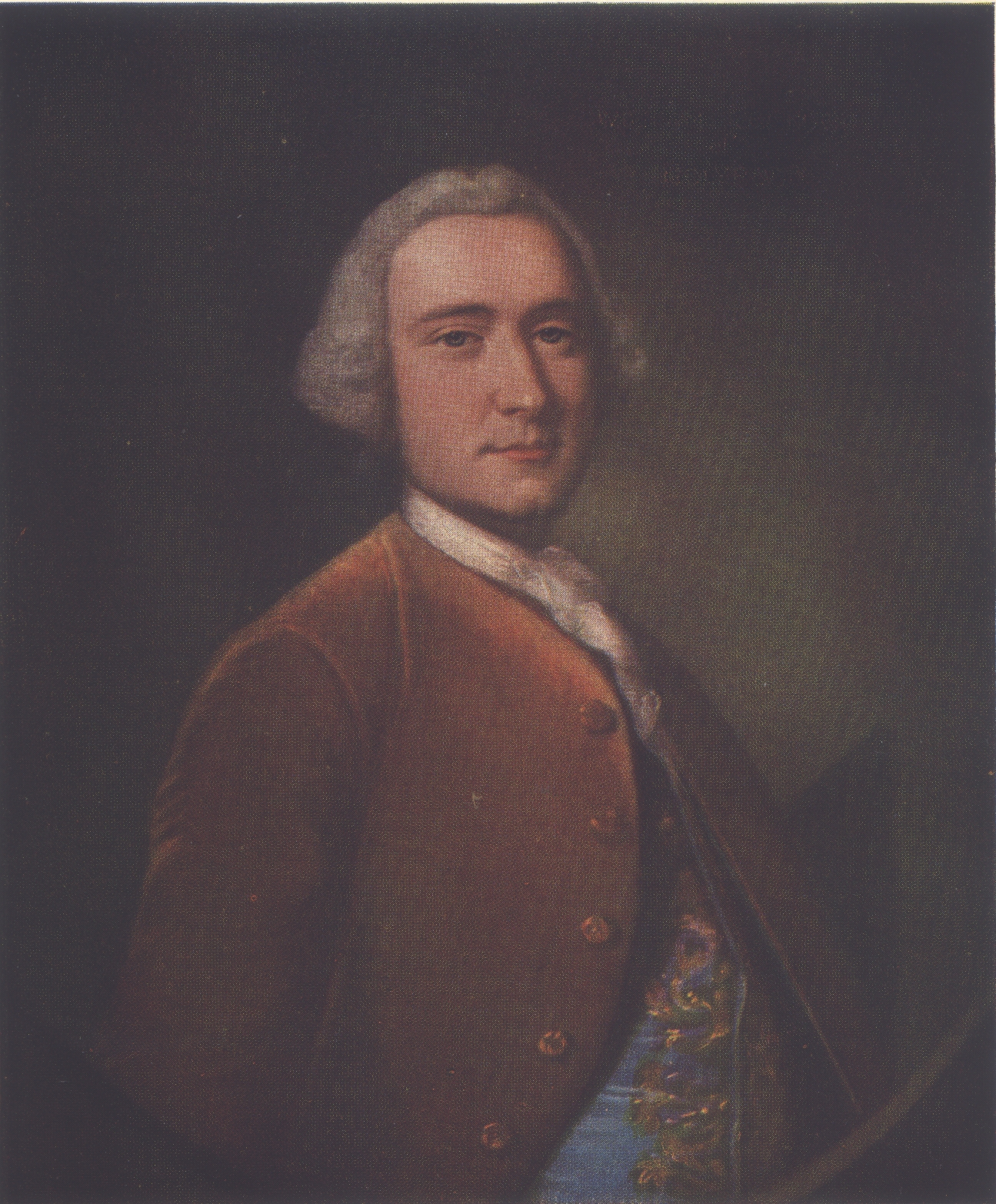
Portrait de William Younger (1733-1769) par Alan Ramsay

### Création et expansion
Fondée en 1749 sous le nom de William Younger & Co, l'entreprise fusionne avec McEwan's en 1931 et devient Scottish Brewers. En 1960 elle fusionne à nouveau avec Newcastle Breweries pour former Scottish & Newcastle. L'acquisition qui fait de Scottish & Newcastle un acteur de premier plan a lieu en 1995, avec le rachat de l'entreprise brassicole concurrente Courage Brewery. S&N devient alors le premier brasseur au Royaume-Uni, produisant environ 15 Mhl par an. Sa division britannique bière devient alors Scottish Courage. L'entreprise possède également une filiale nommée S&N Retail qui possède environ 2 500 pubs. 

### Acquisitions internationales
Au début des années 2000, S&N s'étend en dehors du Royaume-Uni via un grand nombre d'acquisitions en Europe de l'ouest, augmentant ses ventes à plus de 50 Mhl par an. Il prend notamment le contrôle auprès du groupe Danone des brasseries Kronenbourg et du brasseur belge Alken-Maes, mettant la main sur les marques Kronenbourg, 1664, Kanterbraü, Grimbergen ou Maes. Il acquiert également Hartwall en 2002, la principale entreprise de boissons de Finlande, et devient ainsi propriétaire de 50 % de Baltic Beverages Holding (BBH), un groupe présent en Russie, Ukraine, Kazakhstan, Lituanie,  Lituanie et Estonie. 

### Rachat et démantèlement
En 2008, Scottish & Newcastle fait l'objet d'un rachat par Carlsberg et Heineken, qui éclatent le groupe pour reprendre chacun une partie de ses activités. Carlsberg reprend les brasseries Kronenbourg, et les actifs grecs, chinois et vietnamiens, et s'empare également grâce à ce rachat de l'ensemble du capital de Baltic Beverages Holding, dont il détenait déjà la moitié des actions, conjointement avec S&N. Heineken quant à lui a intégré les activités britanniques (Foster's), irlandaises, portugaises, finlandaises, belges, américaines et indiennes.

## Marques
| - 1664 (France) - Aldaris (Lettonie) - Arsenalnoe (Russie) - Alma-Ata (Kazakhstan) - Baltika (Russie) - Beamish (Irlande), appellation française. - Brugs (Belgique) - Bud (France) - Ciney (Belgique) - Cristal - Derbes (Kazakhstan) - Foster's (Internationale) - Gold (France) - Golding Campina - Grimbergen (Belgique) - Hapkin (Belgique) - Hartwall (Finlande) - Irbis (Kazakhstan) - Jansen sem Alcool (Portugal) - John Smith's (Royaume-Uni) - Judas (Belgique) | - Kanterbräu (France) - Karjala (Finlande) - Kingfischer (Inde) - Kronenbourg (France) - Lapin Kulta (Finlande) - Maes - McEwan's - Mort subite (Belgique) - Mythos (Grèce) - Newcastle Brown Ale (Royaume-Uni) - Shancheng Beer (République populaire de Chine) - Sandpiper (Inde) - Saku (Estonie) - Sagres (Portugal) - Slavutich (Ukraine) - Svyturys (Lituanie) - Strongbow - Tourtel (France) - Tuborg (Danemark) - Uralsky Master (Russie) - Wilfort (France) - Yarpivo (Russie) |

S & N est l'inventeur du système breveté « boite pression », intégré dans les boites de bière sous la forme d’une bille de plastique remplie d’un mélange de gaz (diazote et dioxyde de carbone) et mise sous pression (3 bars). À l’ouverture de la boîte, le mélange de gaz se libère pour créer une mousse dense, fine et qui dure, comme les pressions servies dans les bars.

## Sources
- « Heineken prend sa revanche en Belgique », Trends Tendances no 5, 31 janvier 2008.
- « Bière: Scottish & Newcastle racheté par Carlsberg et Heineken », Romandie News, 25 janvier 2008.